# Cavineño

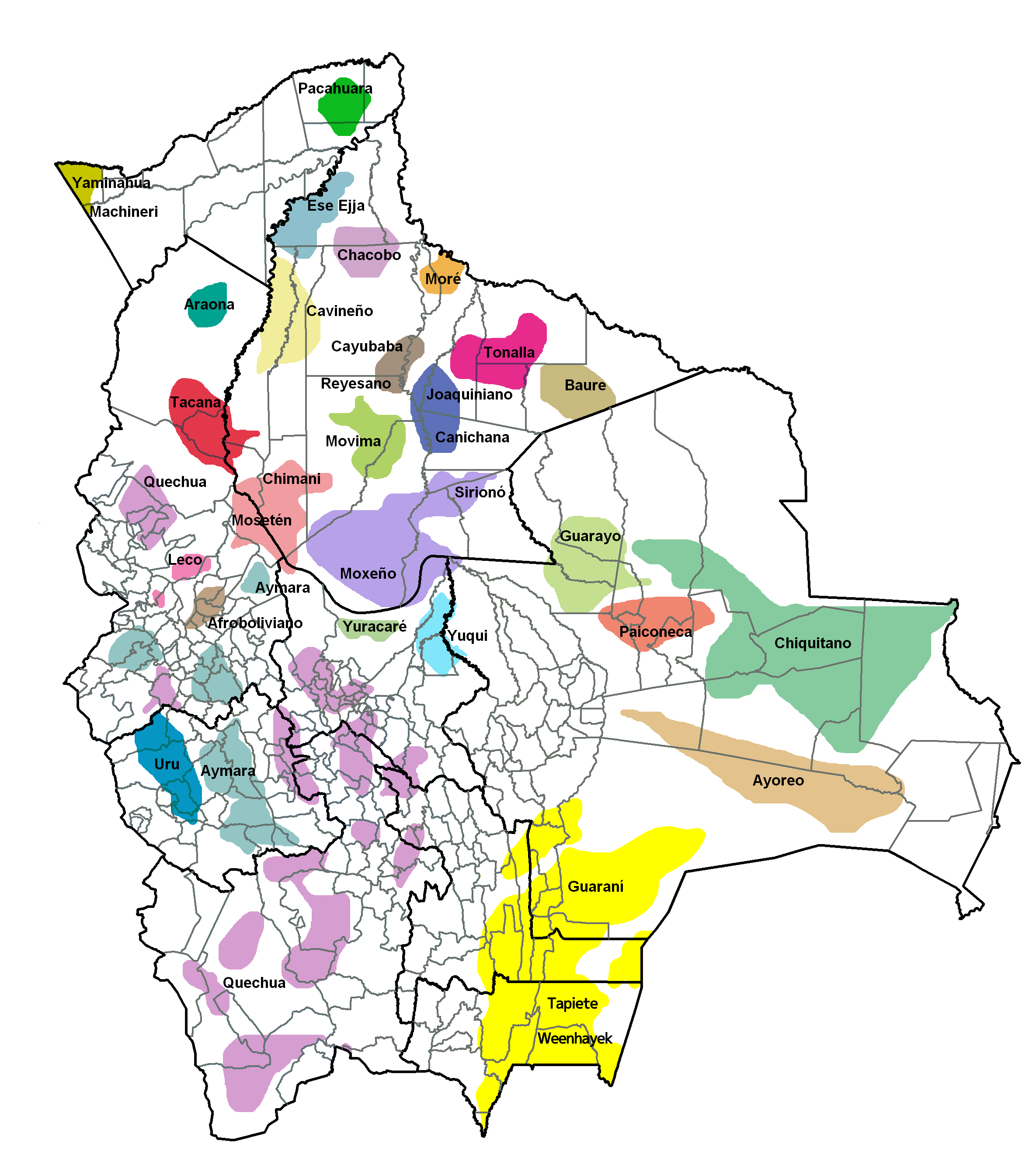
Mapa dels pobles originaris de Bolívia.

El cavineño és una llengua que es parla en comunitats disperses prop del riu Beni, a la selva amazònica del nord de Bolívia. Porta aquest nom per la missió franciscana Missió (Jesús de) Cavinas, on els cavineñas van estar confinats a la fi de el segle xviii i on alguns cavineñas encara viuen avui dia (Guillaume, 2012). El terme 'cavineña' és utilitzat per fer referència tant a la llengua com a el grup ètnic.
Des de la promulgació del decret suprem núm. 25894 l'11 de setembre de 2000 el cavineño és una de les llengües indígenes oficials de Bolívia. Va ser inclòs en la Constitució Política promulgada el 7 de febrer de 2009.

## Situació actual
Tot i que el cavineño encara es parla activament i és après per alguns nens, és una llengua en perill d'extinció. Segons les dades proporcionades per Crevels i Muysken (2009:15), el nombre de parlants de quatre a més anys és de 601.

## Classificació
El cavineña pertany a la família tacana, així com l'araona, l'ese ejja, el maropa (reyesano) i el tacana. Dins de la família tacana, Girard (1971:41-48) proposa classificar el cavineña dins el tronc "kavinik" (l'araona, el reyesano i el tacana són classificats en el tronc "takanik", mentre que l'ese ejja és classificat dins del tronc "chamik").